# Stéfano de Gregorio
Stéfano de Gregorio, né le 16 septembre 1994 à Buenos Aires, est un acteur argentin.Il est notamment connu pour le rôle de Lleca dans la serie de Casi Angeles.
Il tient actuellement le rôle de Manuel dans la serie Argentine "Somos Familia".

## Biographie
Stéfano est devenu célèbre quand il n'avait que dix-huit mois. Il a participé à de nombreuses activités commerciales et a agi dans le film Valentín. En 2003, il a agi le rôle de Mateo à Rincón de Luz produit par Cris Morena. En 2004 et 2005, il joue le rôle de Thomas dans la série télévisée Floricienta. En 2006, il joue dans Chiquititas Sin Fin. De 2007 à 2010, il agit dans la série Casi Ángeles. Il est souligné dans son attirance physique et l'intelligence

## Filmographie

### Cinéma
- 2002 : Valentín : Roberto Medina

### Télévision
- 2000 : Chiquititas : Cupido
- 2003 : Rincón de Luz : Mateo Salinas
- 2003 : Tres padres solteros : personnage inconnu
- 2004 - 2005 : Floricienta : Tomás Fritzenwalden
- 2006 : Chiquititas Sin Fin : Juan Benjamín Flores - Apodo: Juan Petardo
- 2007 - 2010 : Casi Ángeles : Lleca
- 2014 à la télévision dans le rôle de Manuel dans la serie Somos Familia.

## Théâtre
- 2000 : Saltinbanquis : personnage inconnu
- 2007 Teatro Gran Rex-Casi Angeles